# Акозек (Аксуский район)
Акозек (каз. Ақөзек) — разъезд в Аксуском районе Жетысуской области Казахстана. Входит в состав Матайского сельского округа. Код КАТО — 193269200.

## Население
В 1999 году население разъезда составляло 59 человек (32 мужчины и 27 женщин). По данным переписи 2009 года, в разъезде проживало 40 человек (17 мужчин и 23 женщины).